# José Manuel Contreras
José Manuel Contreras Contreras (Jutiapa, 19 de janeiro de 1986) é um futebolista guatemalteco, que atua como Meio-campista.

## Seleção
Contreras integrou a Seleção Guatemalteca de Futebol, na Copa Ouro da CONCACAF de 2007, Copa Ouro da CONCACAF de 2011 e Copa Ouro da CONCACAF de 2015.